# Cigaritis pallescens
Cigaritis pallescens är en fjärilsart som beskrevs av Charles Oberthür 1896. Cigaritis pallescens ingår i släktet Cigaritis och familjen juvelvingar. Inga underarter finns listade i Catalogue of Life.